# Меньшикова, Александра Григорьевна
Алекса́ндра Григо́рьевна Ме́ньшикова (сценический псевдоним; урождённая Коробова; в замужестве Меньшова; 3 [15] июня 1840, Украина — 12 [25] октября 1902, Петербург) — русская оперная певица (лирико-драматическое сопрано), вокальный педагог.

## Биография
Родилась в семье помещика. Окончив Киевский институт, обучалась пению в Петербурге у Ф. Риччи, затем в Италии и в Париже у П. Вартеля.
Её оперный дебют состоялся в 1860 году в Казани в антрепризе Ф. Г. Бергера. В 1866—1869 и 1880 годах — солистка Большого театра (дебют — Церлина в «Фра-Дьяволо» Д.Обера). В 1869—1880 годы — солистка Мариинского театра (дебют — Антонида в «Жизнь за царя» М. И. Глинки). В 1880—1890 годы выступала в частных оперных антрепризах (Москва, Петербург, Рига, Ярославль, Томск, Кавказ).
Выступала в спектаклях Итальянской оперы (Петербург, 1872). Гастролировала в Милане (Театр Даль-Верме, 1874, по приглашению А. А. Сантагано-Горчаковой), где участвовала в первом представлении в Италии оперы «Жизнь за царя» М. Глинки; в Швейцарии (1874), в Одессе, Харькове и Киеве (сезон 1875/76, в оперной антрепризе, организованной совместно с А. Раппортом). Концертировала в Риге, Дерпте, Ковно, Вильно, Варшаве, Киеве.
С 1886 года преподавала пение на курсах, открытых в собственном доме (Петербург).
Была одной из организаторов в Петербурге Общества им. Т. Г. Шевченко (1898).

## Творчество
Обладала лёгким ровным голосом с диапазоном в две с половиной октавы, благодаря чему исполняла не только сопрановые, но и меццо-сопрановые партии. Уникальность голоса, представлявшего соединение драматического и колоратурного сопрано, позволяла свободно преодолевать тесситурные трудности, легко исполнять мелизмы и фиоритуры. Её исполнение отличалось как внутренним спокойствием и сдержанностью, так и эмоциональной силой и страстностью.
Партнёрами А. Г. Меньшиковой на сцене были А. Р. Анненская, Б. Б. Корсов, З. Д. Кронеберг, Е. А. Лавровская, Ф. К. Никольский, Д. А. Орлов, О. О. Палечек, О. А. Петров, П. А. Радонежский, Ф. И. Стравинский, Л. Б. Финокки. Пела под управлением И. К. Альтани, Э. Н. Мертена, А. Г. Рубинштейна, И. О. Шрамека.
В 1884 году впервые в Варшаве поставила «Жизнь за царя» и «Руслана и Людмилу» М. И. Глинки на русском языке.
Обширный репертуар А. Г. Меньшиковой включал разнохарактерные оперные партии, сольные партии в симфонических произведениях (финал 9-й симфонии Л. Бетховена), романсы (Ф. Шуберта, русских композиторов), украинские народные песни.

### Избранные оперные партии
- Антонида («Жизнь за царя» М. И. Глинки) — первая исполнительница в Милане (на итальянском языке, 1874; дирижёр Франко Фаччо)[2]
- Людмила («Руслан и Людмила» М. И. Глинки)
- 1-я гречанка («Торжество Вакха» А. С. Даргомыжского) — первая исполнительница (1867)[2]
- Наташа («Русалка» А. С. Даргомыжского)
- Катерина («Гроза» В. Н. Кашперова) — первая исполнительница в Большом театре (1867)[2]
- Юдифь (одноимённая опера А. Н. Серова)
- Рогнеда (одноимённая опера А. Н. Серова)
- Марья Власьевна («Воевода» П. И. Чайковского) — первая исполнительница (1869)[2][5]
- Галька (одноимённая опера С. Монюшко) — первая исполнительница в Киеве (на русском языке, 1874)[2]
- Клеопатра («Маккавеи» А. Г. Рубинштейна) — первая исполнительница в России (1877)[2]
- Донна Анна («Дон Жуан» В. А. Моцарта)
- Розина («Севильский цирюльник» Дж. Россини)
- Изабелла («Роберт-Дьявол» Дж. Мейербера)
- Валентина («Гугеноты» Дж. Мейербера)
- Аида (одноим. опера Дж. Верди) — первая исполнительница в России (1877)[2]
- Леонора («Трубадур» Дж. Верди)
- Маргарита («Фауст» Ш. Гуно)
- Ирена («Риенци» Р. Вагнера)
- Елизавета («Тангейзер» Р. Вагнера)

## Отзывы
Подобного голоса сопрано у нас в Петербурге нет: его можно сравнить только с голосом Патти, с той разницей, что голос Патти бесстрастен, как голос соловья, а голос Меньшиковой богат оттенками человеческой страсти.— Ц. Кюи (цит. по:)

## В музыке
А. Г. Меньшиковой посвятили свои романсы Ц. А. Кюи («Люблю, если тихо»), П. И. Чайковский («Не верь, мой друг, не верь» op. 6 № 1, 1869), Ф.Неруда («Колыбельная песнь», аранжировка В. Данилевской).